# 大平まゆみ
大平 まゆみ（おおひら まゆみ、1957年5月27日 - ）は、日本のヴァイオリニスト。宮城県仙台市出身。
4歳からヴァイオリンを始める。きっかけは、お隣のお姉さんが弾いていたことから。
1998年、札幌交響楽団コンサートマスターに就任し、札幌市に移住。以降、札幌を拠点に道内各地で活動。2009年、さっぽろホワイトイルミネーションミュージックアンバサダーに任命される。

## 来歴
- 1961年頃 - 4歳頃よりヴァイオリンを始める。
- 1976年 - 東京芸術大学音楽学部附属音楽高等学校卒業。
  - 4月 - 東京芸術大学音楽学部に入学。
  - 7月 - アメリカ・サンフランシスコのサンフランシスコ音楽院に招待留学。
- 1980年 - 大学卒業
- 1980-1984年 - サンフランシスコ音楽院講師。
- 1984-1987年 - スタンフォード大学講師。
- 1989年 - 日本に活動拠点を移し帰国。オーケストラ・フリーでの演奏を開始。
- 1995年 - スイス・ジュネーヴにて開催の国際連合50周年記念オーケストラに日本代表として参加。
- 1998年 - 札幌交響楽団のコンサートマスターに就任。札幌市に移住。
- 2008年3月 - 1stアルバム「All my Love」をリリース。クラシックCDチャート部門で第一位を獲得。
- 2009年 - さっぽろホワイトイルミネーションのミュージックアンバサダーに就任。札幌芸術賞[1]を受賞。
- 2019年11月20日 - 札幌市内で記者会見。難病「筋萎縮性側索硬化症（ALS）」の可能性が高いと診断されたことと、札幌交響楽団を退団することを発表した。演奏活動は可能なかぎり続けていくという[2][3]。

## 受賞
- 1977年 - コールマン室内楽コンクール（コールマン・コンクール）第1位。
- 1977年 - タングルウッド音楽祭最優秀ヴァイオリニスト「シルバースタイン賞」。
- 2009年 - 札幌芸術賞[1]。
- 2013年 - ソロプチミスト日本財団社会貢献賞を受賞
- 2020年 - 北海道文化賞、北海道新聞文化賞を受賞
- 2021年 - 地域文化功労者[4]
- 2022年 - 札幌市長特別表彰

## 活動歴
1984 - 1987年
- スタンフォード弦楽四重奏団
- フィラデルフィア弦楽四重奏団（第1ヴァイオリニスト）

1987 - 1988年
- シラキュース交響楽団（アソシエイト・コンサートマスター）

1988 - 1989年
- バンクーバー交響楽団（第2ヴァイオリン首席）

1990 - 1995年
- 東京交響楽団（アシスタント・コンサートマスター）

1995年
- 国際連合50周年記念オーケストラ（ゲオルク・ショルティ指揮）日本代表

1995 - 1998年
- 読売日本交響楽団（ゲスト・コンサートマスター）
- 九州交響楽団（ゲスト・コンサートマスター）
- 札幌交響楽団（ゲスト・コンサートマスター）

1998年 - 2019年
- 札幌交響楽団（コンサートマスター）

## ディスコグラフィー

### アルバム
- 『All my Love』（2008年3月26日、GJR&M-tone）
- 『From my Heart 〜心から〜』（2008年10月30日、GJR&M-tone）
- 『Eternally』（2010年9月15日、GJR&M-tone）
- 『M's』（2012年12月、GJR&M-tone）
- 『 𝐼 』（2015年4月、Moon・PROMOTION）
- 『木漏れ日 こころの歌』（2016年7月、Moon・PROMOTION）
- 『MY DEAR BACH』（2017年5月、Moon・PROMOTION）

### 楽曲参加
- momonaki
  - Fallin' Snow (illumi.ver)（2010年1月20日、iTunes配信）※momonaki with Mayumi Ohira 名義。

## タイアップ
- 『From My Heart 〜心から〜』

第28回さっぽろホワイトイルミネーション（2008年11月28日 - 2009年2月11日）のコラボレートミュージック。大通会場特設ステージにてエレクトーン奏者とのコラボ演奏を披露。2009年にミュージックアンバサダーに就任し、それ以降出演を重ねる。第30回では、さっぽろホワイトイルミネーション30周年記念バージョンが披露された。

## 出演

### テレビ番組
- ほっからんど212（NHK総合北海道ローカル、2004年5月19日）※旧姓（菅野まゆみ）での出演。
- D!アンビシャススペシャル「絆〜夢を奏でるバイオリニスト」（札幌テレビ放送、2006年5月28日、日曜日15：00-16：00)

### ラジオ番組
レギュラー
- 「ALSのたわごと」（三角山放送局、毎月第4土曜 13:00-14:00 ※月1回放送）
- -AIR-G'CLASSIC PROGRAM- 朝クラ!「サウンドエッセイ From My Heart」（AIR-G'、日曜日・毎週6:00 - 7:00）　
  - ※現在月１回放送（日曜日）

### イベント
- 札幌国際短編映画祭 - 第4回・SAPPOROショートフェスト2009 審査員（2009年10月14日 - 10月18日、札幌東宝プラザ）

## 著書
- 『100歳まで弾くからね！』北海道新聞社、2013年
- 『きりんのうた』北海道新聞社、2024年